# 颱風勞娜 (1961年)
颱風勞娜（英語：Typhoon Lorna）是1961年太平洋颱風季第17個被命名的熱帶氣旋，風暴在8月19日形成，在8月28日消散，維持了9天。

## 氣象歷史
1961年8月19日上午8时，一个低压区正在133.6°E，12.1°N的西北太平洋洋面上发展，8月19日下午14时，中华人民共和国中央气象局、JTWC升格该低压区为热带低压，并给予编号20W。热带低压20W在广阔的西北太平洋上稳定地向西北方向移动。8月20日14时，中华人民共和国中央气象局升格20W为热带风暴，并命名为“勞娜”（Lorna），此时风暴位于130.1°E，15.7°N并在持续增强中。到了8月21日14时，勞娜被升格为台风，其结构亦已经相当成熟，中心风速已达35m/s（蒲氏12级，中华人民共和国中央气象局台风等级，JTWC一级台风等级），几乎与此同时，勞娜突然转向西南方向行进，移动方向几乎转了90°。勞娜仍在继续增强。
8月22日02时，勞娜恢复向西北方向移动，于当日上午8时开始在127.3°E，16.8°N附近停滞打转，当天晚8时即被再次升格为强台风。8月23日起，勞娜再次恢复向西北方向前进，强度继续增强，并把矛头对准台湾。等到8月24日2时，勞娜中心风速已达55m/s，被中华人民共和国中央气象局升格为超强台风，勞娜的增强并没有因为达到超强台风级而停止，而是不断快速增强。
8月24日14时，勞娜达到了生命史上的峰值强度--65m/s（蒲氏18级，JTWC四级台风强度），此时勞娜环流成熟，风眼结构良好，眼墙清晰。8月24日20时，超强台风勞娜集结于台湾恒春东南165公里的西北太平洋洋面上。8月25日5时许，勞娜携55m/s的狂风登陆台湾屏东，登陆后，由于受到中央山脉的阻隔，环流被切离，强度因此加速减弱，8月25日10时出海时，已经减弱为强台风，风速也减至45m/s，有14级。
次日凌晨2时，勞娜以强热带风暴的强度登陆厦门，中心风速30m/s。登陆后，勞娜并没有像其他热带气旋一样迅速减弱消散，而是减弱为热带扰动后继续向西北行进，于8月27日20时在衡阳市附近转向西南偏西前进。8月28日08时，勞娜在永州再次转向西南偏南方向。8月28日14时，勞娜受地形的牵制，转向西南方向前进，并于当晚20时抵达桂林漓江，沿途的西南水库和杨堤乡严加防备即将到来的强降水。晚22时，中华人民共和国中央气象局对勞娜停止编号。1961年8月23日上午，勞娜在停编后不久终于减弱消散。
超强台风勞娜登陆70余小时后才彻底消散，创造了热带气旋登陆后不消散的时间记录。

## 影響

### 台灣
- 當地評定巔峰強度分級：（CWB）
- 當地評定最大持續風速：60每秒（120節；220每小時）（一分鐘）

當地發出之颱風警報：海上陸上颱風警報
氣象所於8月23日下午10時30分發布海上颱風警報，8月24日上午11時30分發布陸上颱風警報，8月25日下午10時解除陸上颱風警報，8月26日上午10時30分解除所有颱風警報。

#### 災害
高屏及臺東地區有災情，有人員傷亡、失蹤。

#### 統計
| 排行 | 雨量(毫米) | 測站名稱 |
| ---- | ---------- | -------- |
| 1    | 283.9      | 恆春     |
| 2    | 189.3      | 大武     |
| 3    | 184.6      | 成功     |
| 4    | 140.5      | 高雄     |
| 5    | 134.1      | 花蓮     |
| 6    | 123.3      | 臺東     |
| 7    | 105        | 玉山     |
| 8    | 81.8       | 臺南     |
| 9    | 70.1       | 阿里山   |
| 10   | 69.3       | 宜蘭     |
| 11   | 69         | 鞍部     |
| 12   | 66.2       | 蘭嶼     |
| 13   | 50         | 澎湖     |
| 14   | 48.4       | 竹子湖   |
| 15   | 37.7       | 臺北     |
| 16   | 29.5       | 基隆     |
| 17   | 24.2       | 淡水     |
| 18   | 16.9       | 彭佳嶼   |
| 19   | 6.1        | 日月潭   |
| 20   | 4.8        | 新竹     |
| 21   | 3.1        | 臺中     |

## 熱帶氣旋警告使用記錄

### 臺灣
| 中央氣象局 颱風警報 | 中央氣象局 颱風警報 | 中央氣象局 颱風警報 |
| ------------------- | ------------------- | ------------------- |
| 上一熱帶氣旋        | 海上颱風警報        | 下一熱帶氣旋        |
| 中度颱風裘恩        | 海上颱風警報        | 超級強烈颱風南施    |
| 中度颱風裘恩        | 陸上颱風警報        | 超級強烈颱風南施    |

## 外部連結
- . 國立情報學研究所. （英文）